# فرانک بارتون
فرانک بارتون (انگلیسی: Frank Burton) یک بازیکن فوتبال اهل مکزیک بود.
از باشگاه‌هایی که در آن بازی کرده‌است می‌توان به باشگاه فوتبال چارلتون اتلتیک، باشگاه فوتبال کویینز پارک رنجرز، باشگاه فوتبال وستهام یونایتد و باشگاه فوتبال گرایس اتلتیک اشاره کرد.